# Oberhausen-Rheinhausen
Oberhausen-Rheinhausen ist eine Gemeinde in Baden-Württemberg im Landkreis Karlsruhe und die nördlichste Gemeinde des Landkreises.

## Geographie

### Geographische Lage
Oberhausen-Rheinhausen liegt im äußersten Nordwesten des Landkreises Karlsruhe direkt am Rhein. Im Westen grenzt es über den Rhein an Römerberg und im Nordwesten an Speyer, im Norden an Altlußheim, im Nordosten an Neulußheim, im Südosten an Waghäusel, im Süden an Philippsburg.

### Gemeindegliederung
Die Gemeinde Oberhausen-Rheinhausen besteht aus den ehemaligen Ortsgemeinden Oberhausen und Rheinhausen, zu dem das Haus Ziegelhütte gehörte.
Die ehemalige Gemeinde Rheinhausen ist eine Ortschaft im Sinne der baden-württembergischen Gemeindeordnung mit eigenem Ortschaftsrat, einem Ortsvorsteher und eigenem Wappen: .

## Geschichte
Die erste urkundliche Erwähnung stammt aus dem Jahre 1256. In dieser Urkunde ist die Rede von zwei Dörfern Husen an der Furt. Im frühen 14. Jahrhundert kamen Oberhausen und Rheinhausen in den Besitz des Bistums Speyer, das später zum Oberrheinischen Reichskreis gehörte, und verblieben dort bis 1803, als sie im Rahmen der Mediatisierung aufgrund des Reichsdeputationshauptschlusses an das Großherzogtum Baden fielen. Dort gehörten sie zuletzt zum Landkreis Bruchsal, bis dieser 1973 im Landkreis Karlsruhe aufging.
Im Jahr 1490 richtete der römisch-deutsche König Maximilian I. die erste regelmäßig betriebene Postroute Europas zwischen Innsbruck und Brüssel ein, die mittels der Rheinhäuser Fähre den Rhein überquerte. Mit der Ausführung dieses Postdienstes beauftragte Maximilian I. Mitglieder der italienischen Kurierfamilie Taxis. Rheinhausen ist seit 1495 urkundlich als Poststation belegt. Im Jahre 1540 übereignete Johann Baptista von Taxis das Postamt Rheinhausen mitsamt seinen Filialen zum Nießbrauch auf Lebenszeit an Seraphin I. von Taxis und dessen Bruder Bartholomäus. Im Jahre 1552 ließ Seraphin I. von Taxis ein Posthaus errichten, das jedoch infolge von Kriegseinwirkungen mehrfach zerstört wurde. Rheinhausen war neben Augsburg eine Zwischenstation am historischen Postkurs Brüssel-Innsbruck-Italien, die auch im Postkursbuch des Giovanni da l’Herba von 1563 verzeichnet ist. Das Postamt Rheinhausen überlebte bis zur Schließung unter Napoleon im Jahre 1803.
Am 1. Januar 1975 wurde im Rahmen der Gemeindegebietsreform in Baden-Württemberg die bis dahin selbstständige Gemeinde Rheinhausen nach Oberhausen eingemeindet. Gleichzeitig wurde die Gemeinde in Oberhausen-Rheinhausen umbenannt.

## Demographie
Einwohnerentwicklung:
| Jahr | Einwohner |
| ---- | --------- |
| 1990 | 8.767     |
| 2001 | 9.481     |
| 2011 | 9.472     |
| 2021 | 9.667     |

## Religionen
Oberhausen und Rheinhausen gehören zum Erzbistum Freiburg. Die Reformation konnte hier keinen Fuß fassen, beide Ortsteile sind bis heute römisch-katholisch geprägt. Auch derzeit gibt es hier noch je eine katholische Kirchengemeinde. Die wenigen Protestanten werden von der evangelischen Gemeinde in Waghäusel geistlich betreut.

## Politik

### Gemeinderat
Der Gemeinderat hat normalerweise 22 ehrenamtliche Mitglieder, die für fünf Jahre gewählt werden. Die Zahl der Mitglieder kann sich durch Ausgleichssitze erhöhen (gesamt 2024: 23 Sitze; 2019: 24). Hinzu kommt der Bürgermeister als stimmberechtigter Gemeinderatsvorsitzender.
Durch die Unechte Teilortswahl ist den Ortsteilen eine festgelegte Anzahl von Sitzen garantiert: Aus Oberhausen kommen mindestens 15 Mitglieder, aus Rheinhausen mindestens sieben.
Die Kommunalwahl 2024 führte zu folgendem Ergebnis (in Klammern: Unterschied zu 2019):
| Gemeinderat 2024                             | Gemeinderat 2024 | Gemeinderat 2024 | Gemeinderat 2024 | Gemeinderat 2024 |
| Partei / Liste                               | Stimmenanteil    | Sitze            |                  |                  |
| -------------------------------------------- | ---------------- | ---------------- | ---------------- | ---------------- |
| CDU                                          | 38,9 % (+5,8)    | 9 (+1)           |                  |                  |
| Freie Ökologische Demokratische Liste (FÖDL) | 23,1 % (−5,8)    | 5 (−2)           |                  |                  |
| Freie Wähler                                 | 21,6 % (+2,1)    | 5 (±0)           |                  |                  |
| SPD                                          | 13,7 % (−4,8)    | 3 (−1)           |                  |                  |
| AfD                                          | 2,7 % (+2,7)     | 1 (+1)           |                  |                  |
| Wahlbeteiligung: 62,5 % (+8,2)               |                  |                  |                  |                  |

### Bürgermeister
Martin Büchner (Freie Wähler) wurde 1997 erstmals zum Bürgermeister von Oberhausen-Rheinhausen gewählt. 2005 und 2013 wurde er wiedergewählt. Bei der Bürgermeisterwahl 2021 trat er nicht mehr an. Am 12. Dezember 2021 wurde Manuel Scholl im zweiten Wahlgang mit 68,8 Prozent der Stimmen zum Bürgermeister gewählt. Er trat sein Amt am 1. Februar 2022 an.

### Wappen
Blasonierung: „Gespalten von Blau und Gold, rechts ein halbes geschliffenes silbernes Kreuz am Spalt, links ein mit Spitzen besetztes halbes achtspeichiges schwarzes Rad am Spalt.“
Erklärung: Das Gemeindewappen zeigt die Motive des Rhein- und Oberhauser Gerichtssiegels des 18. Jahrhunderts. Das Kreuz steht für die ehemalige Zugehörigkeit zum Hochstift Speyer, aber auch für einen der Patrone der Oberhauser Kirche, den Heiligen Philippus. Das Rad steht für die Heilige Katharina, die auf dem Hochaltar der Rheinhauser Kirche dargestellt ist.

## Wirtschaft und Infrastruktur

### Verkehr

#### Individualverkehr
Die Gemeinde ist durch die Bundesstraße 36 (Mannheim – Lahr/Schwarzwald) an das überregionale Straßennetz angebunden. In Rheinhausen gibt es eine Rheinfähre (derzeit für Personen und Radfahrer) nach Speyer. Bereits 1490 war sie Teil der ersten regelmäßig betriebenen Postlinie von Innsbruck nach Brüssel.

#### Öffentlicher Verkehr
Parallel zur B 39 verläuft durch das Gemeindegebiet die Schnellfahrstrecke Mannheim–Stuttgart.
Die Gemeinde selbst verfügt über keinen Bahnhof. Nur wenige hundert Meter vor der Gemeindegrenze weicht die bis dorthin parallel zur Schnellfahrstrecke verlaufende Rheintalbahn mit einer Linkskurve ab, um den Bahnhof Waghäusel anzufahren, welcher der nächstgelegene Bahnhof für die Gemeinde ist, wenige Minuten vom Zentrum entfernt. Er wird halbstündlich aus beiden Richtungen von der S9 (Mannheim-Karlsruhe) des VRN angefahren. Die Buslinie 128 des KVV verbindet ihn mit der Gemeinde. Ebenfalls durch die Gemeinde fährt die Linie 194 nach Philippsburg, wo Anschluss an die Stadtbahn Karlsruhe besteht.

#### Radverkehr
Durch das Gemeindegebiet verläuft die rechtsrheinische Variante des Rheinradwegs, die aber zwischen Karlsruhe und der Höhe von Speyer nicht ausgeschildert ist.

### Bildung
In Oberhausen gibt es seit Beginn des Schuljahres 2012/2013 eine Gemeinschaftsschule (Klassen 1 bis 10 und Grundschulförderklasse). Oberhausen-Rheinhausen gehört somit zu den 42 Gemeinden Baden-Württembergs, die diese Schulform bereits seit Beginn ihrer Einführung anbieten. Zusätzlich besitzen beide Ortsteile noch je eine reine Grundschule sowie drei Kindergärten.

## Kultur und Sehenswürdigkeiten

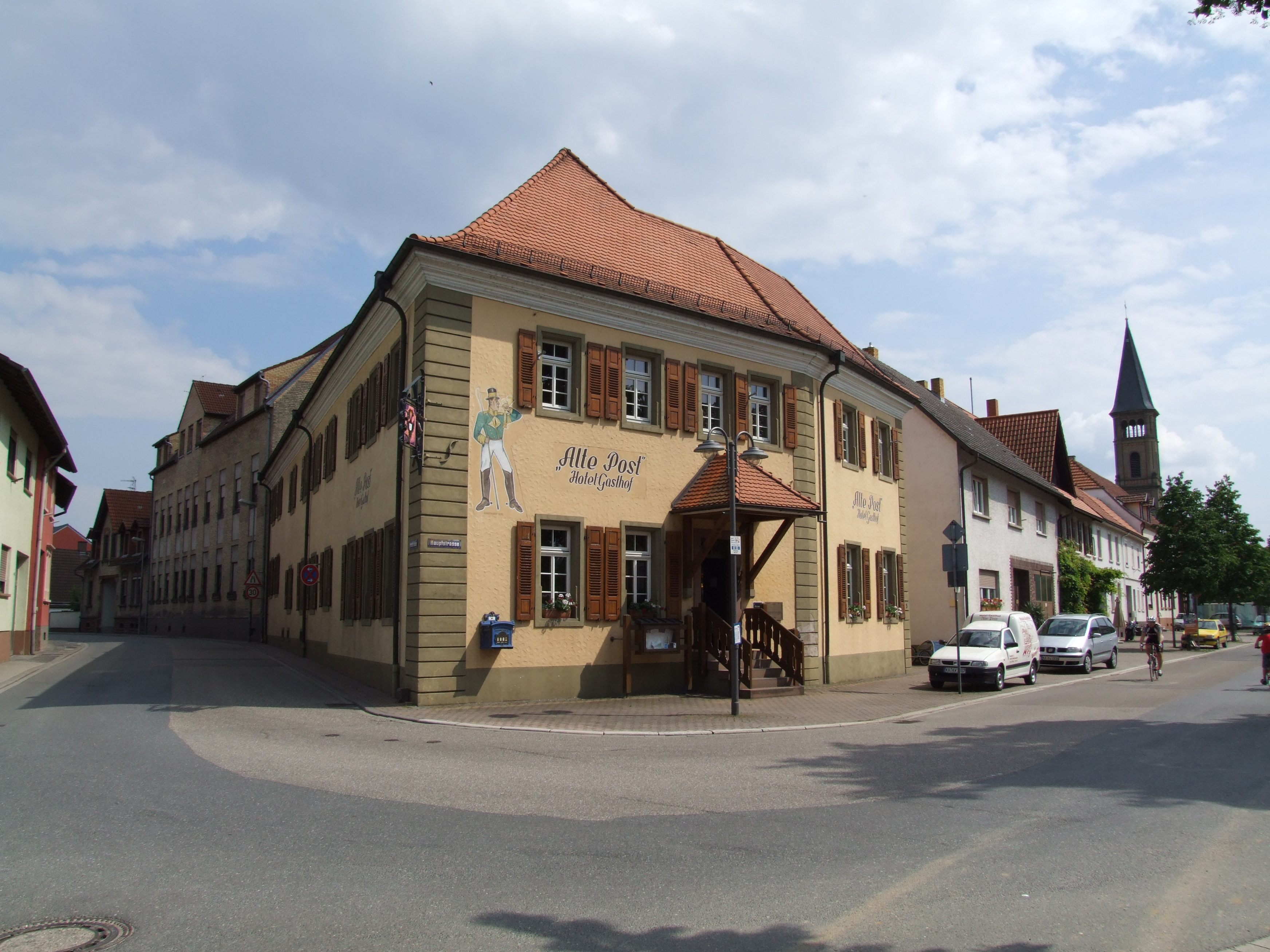
Alte Post mit Postmuseum
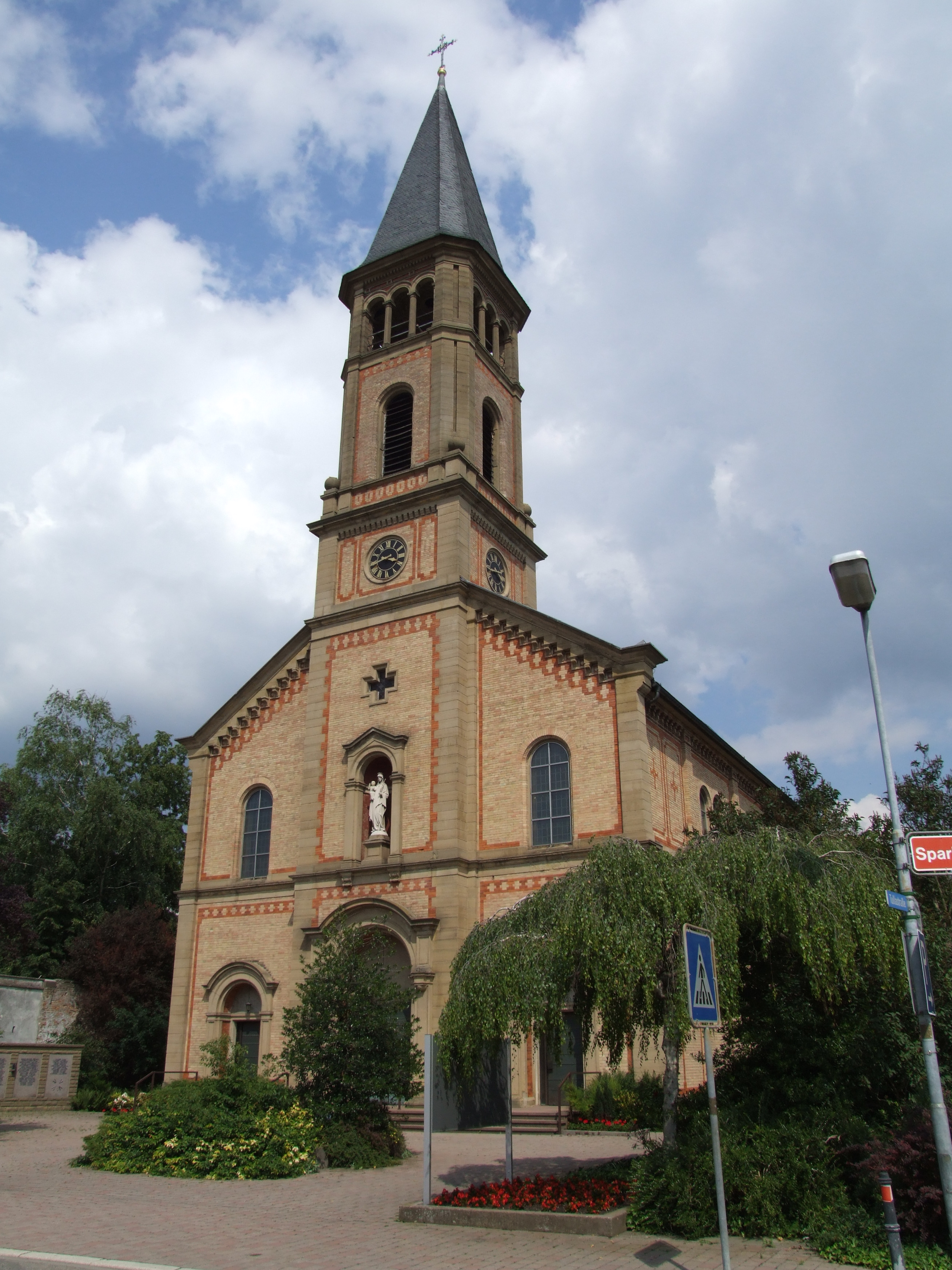
St. Laurentius, Rheinhausen
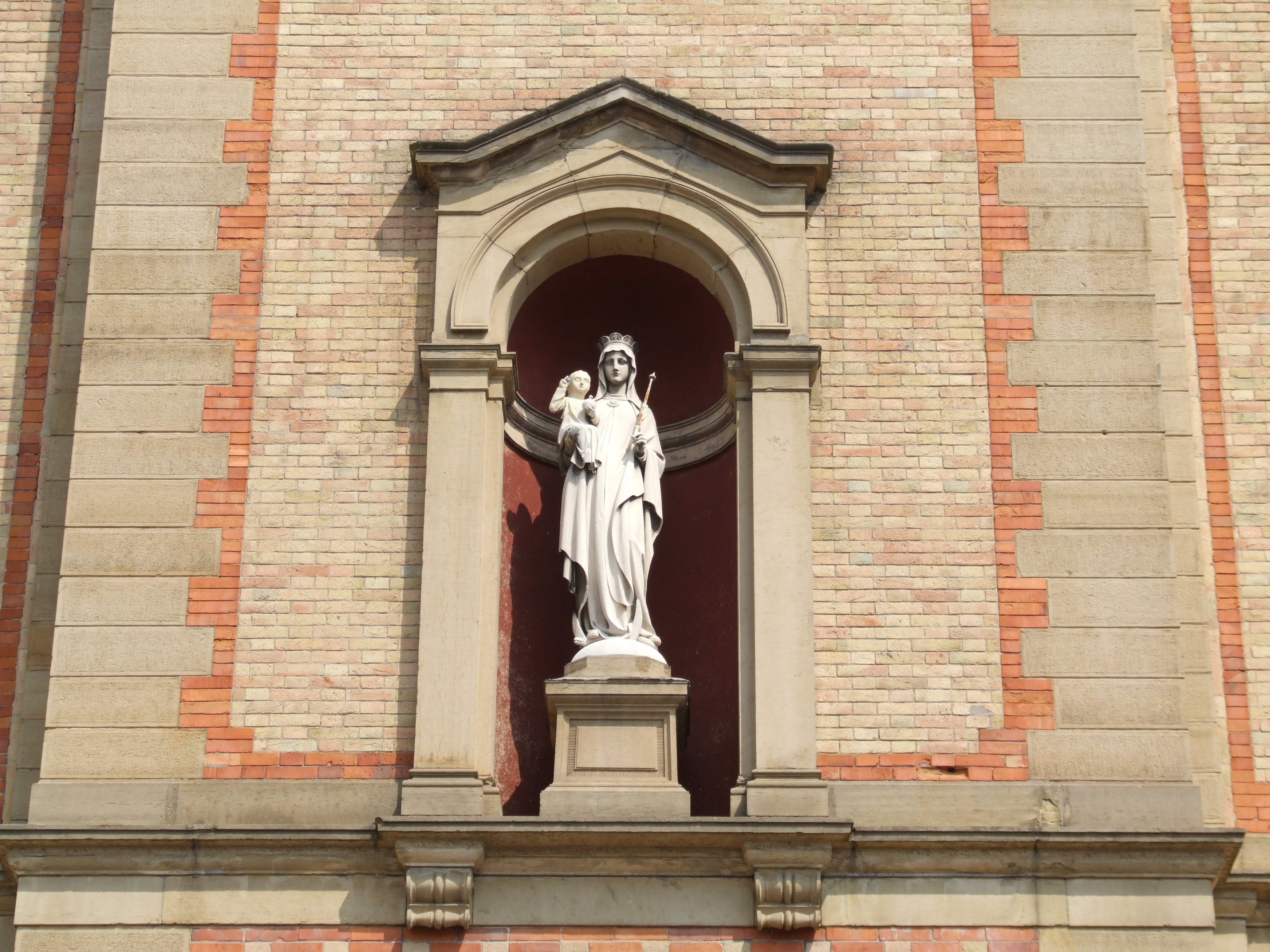
Fassadendetail, St. Laurentius
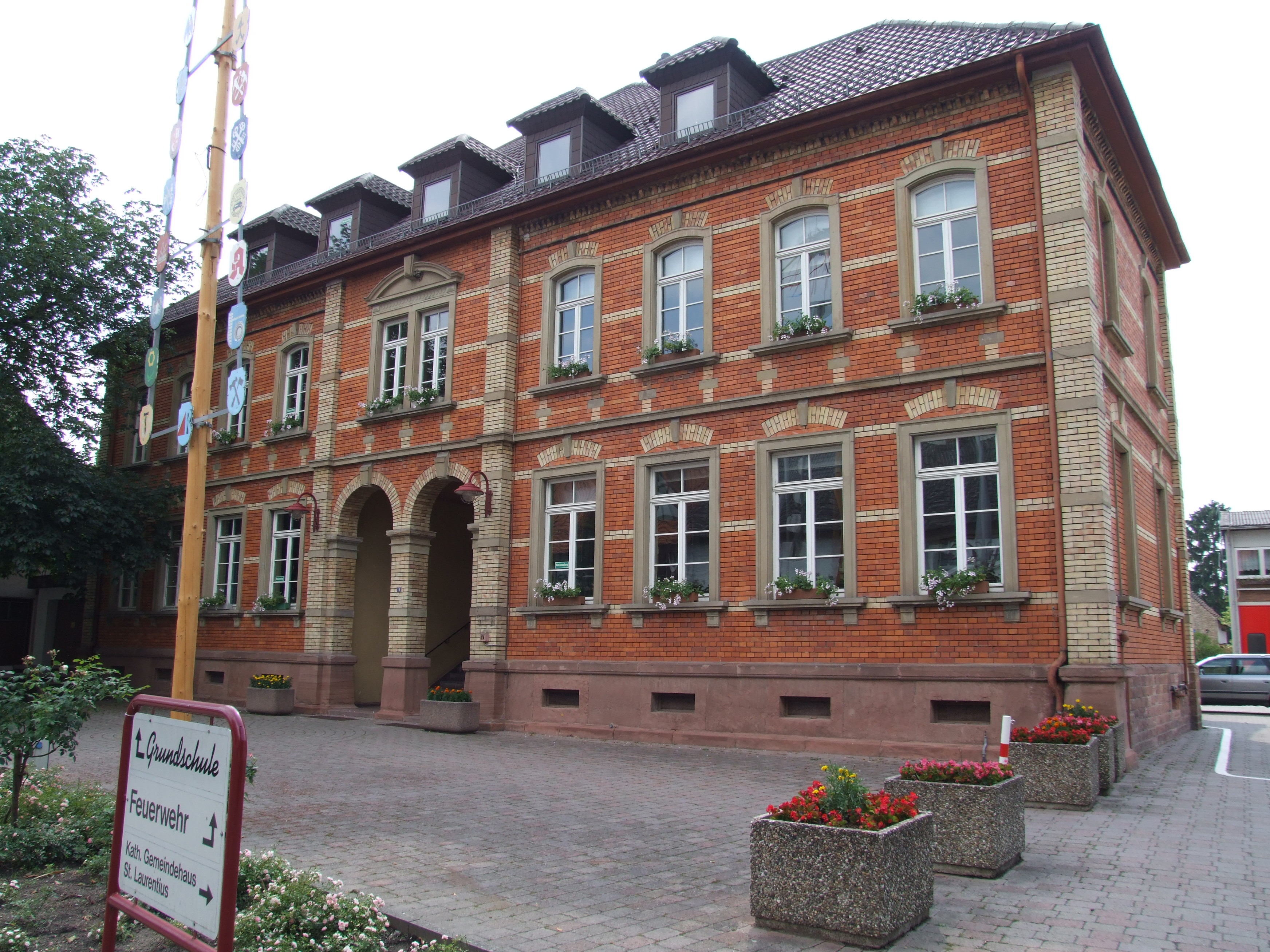
Grundschule Rheinhausen
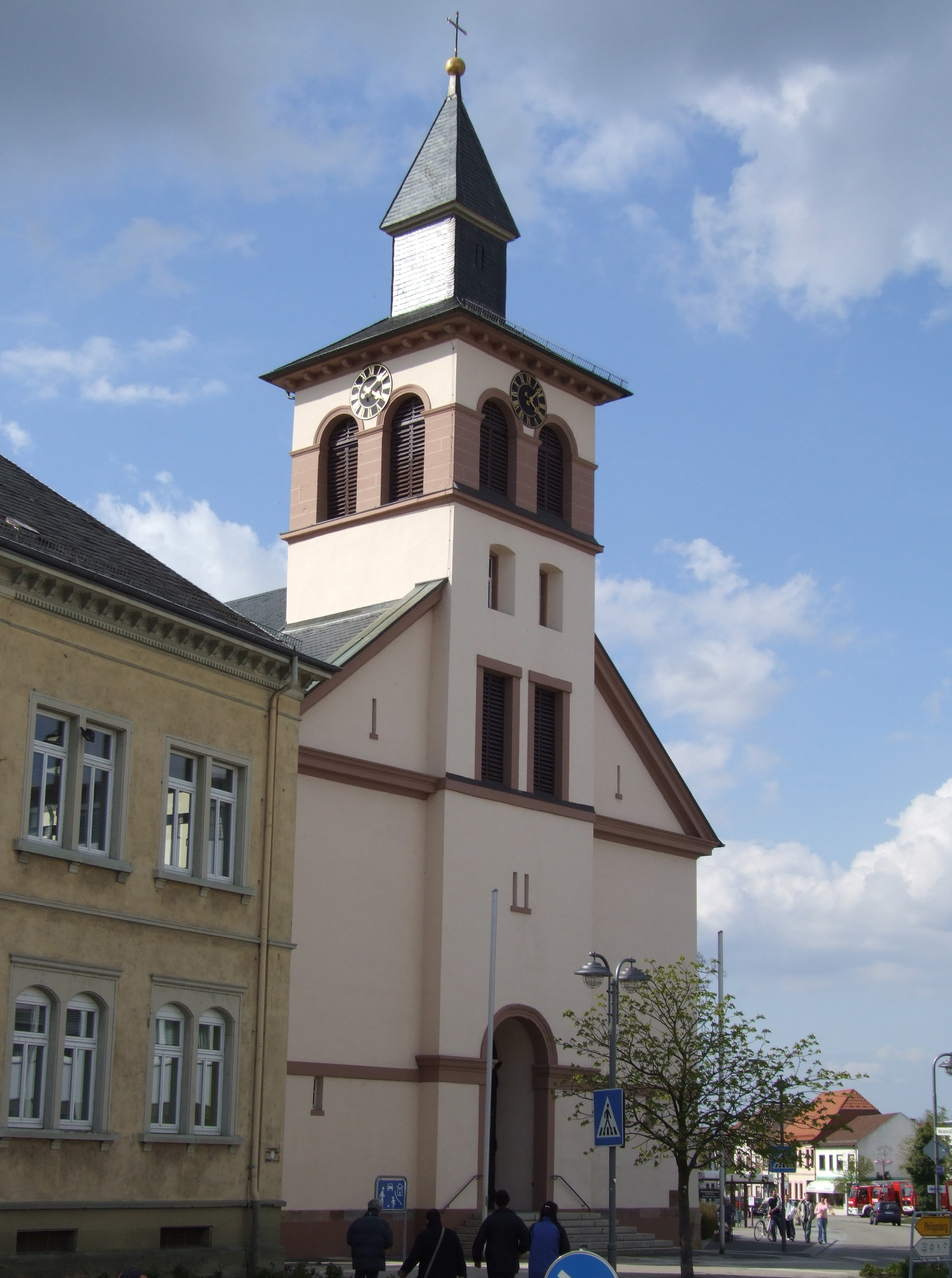
St. Philippus und Jakobus, Oberhausen
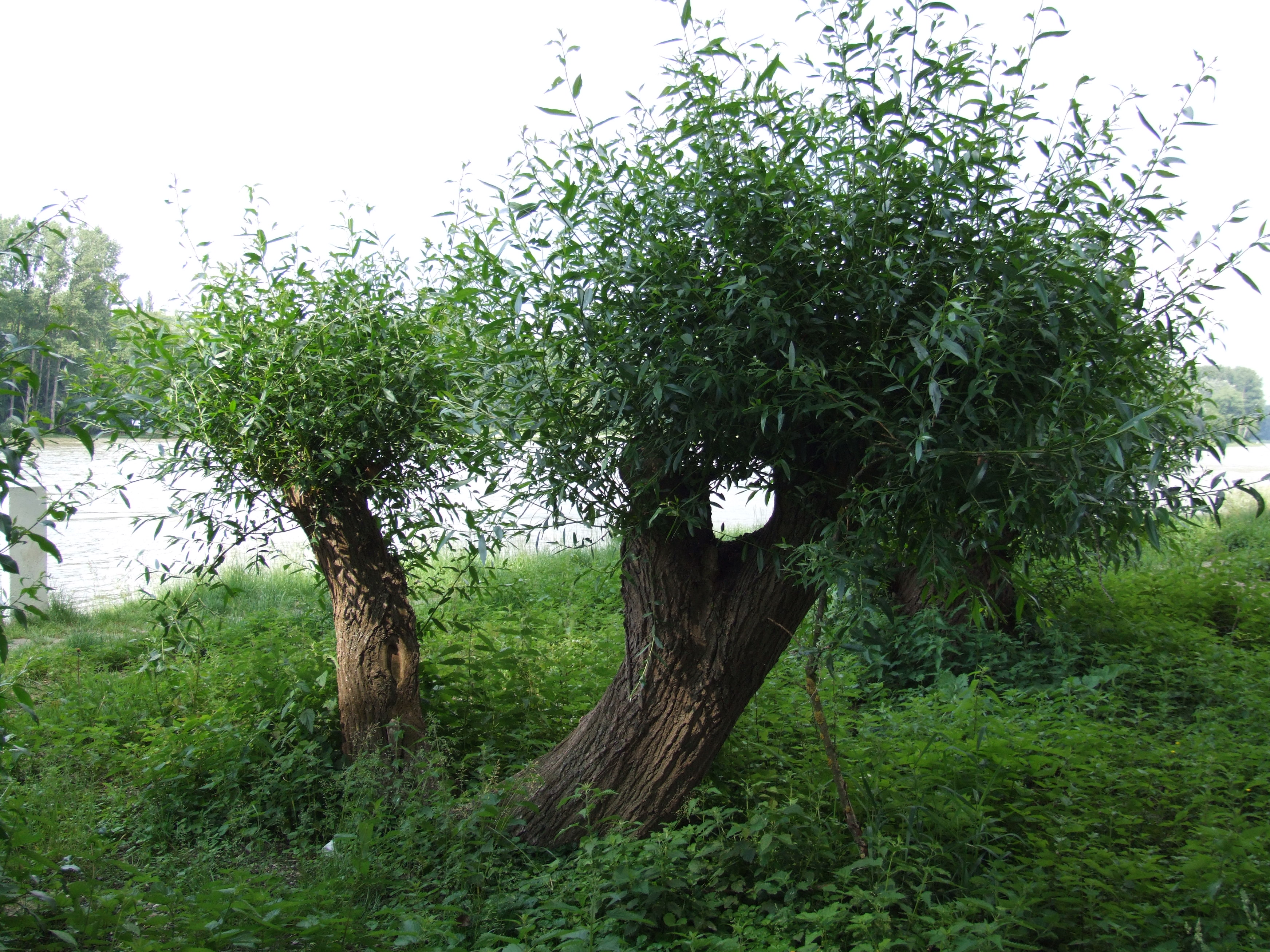
Kopfweiden nahe der Rheinhäuser Fähre
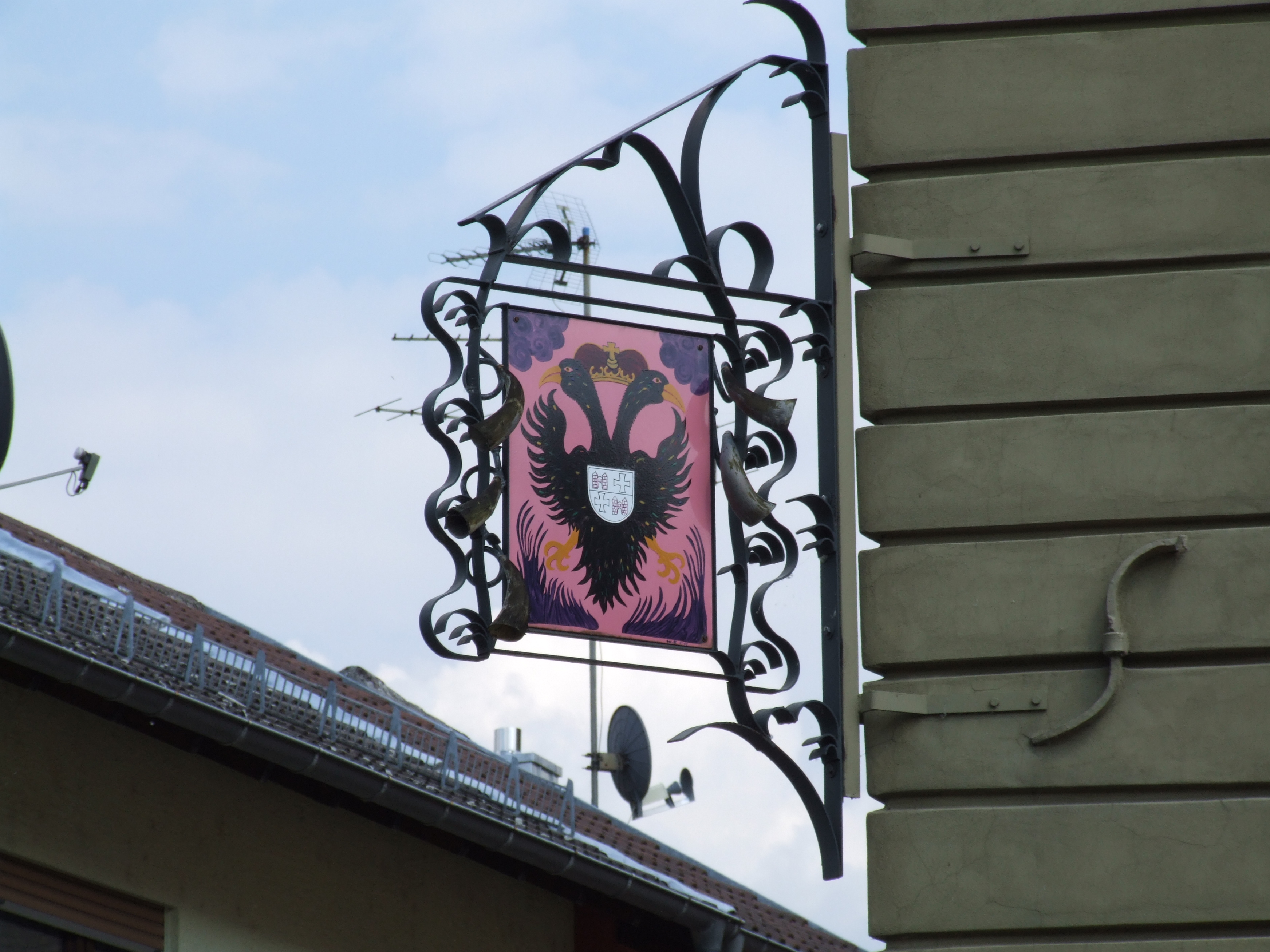
Nasenschild an der Alten Post

Oberhausen ist bekannt für sein großes Freizeitangebot am Erlichsee. Der Erlichsee ist ein Baggersee, welcher zu einem Großteil inzwischen stillgelegt wurde und für die öffentliche Nutzung zur Verfügung steht. Über das Freizeitzentrum Erlichsee besteht Zutritt, es gibt auch Plätze für Campingwagen und Zelte. Zusätzlich findet man auf dem Gelände eine Tauchbasis sowie die örtliche DLRG-Basis.
Zudem bietet das Jugendzentrum verschiedenste Möglichkeiten für Kinder und Jugendliche.
Oberhausen besitzt eine Kirche im klassizistischen Stil, errichtet 1813. Reizvoll ist zumeist das bildhafte Fassadenarrangement der Vorderseite – hierin zählt sie zu den gelungensten Kirchen des badischen Weinbrenner-Stiles.
Rheinhausen verfügt über die Backsteinkirche St. Laurentius mit ihrer historischen Orgel von Ignaz Dörr, Baujahr 1881, mit mechanischer Kegellade und 20 Registern. In Rheinhausen gibt es ein kleines Postmuseum.
Das Naturschutzgebiet Wagbachniederung liegt in der Schlinge eines Altarms des Rheins bei Waghäusel auf der Gemarkung von Oberhausen-Rheinhausen.

### Musik
Einer der ältesten Vereine ist die Musikvereinigung Oberhausen 1889 e. V. Die Musikvereinigung hat zurzeit zwei Orchester (ein Jugendorchester und ein Blasorchester). Neben dem Musikverein in Oberhausen gibt es auch in Rheinhausen den Musikverein „Einigkeit“ Rheinhausen.

### Sport
Der TV Oberhausen bietet unter anderem Faustball, Volleyball, Turnen und Tischtennis an.

#### Radsport
In Oberhausen gibt es eine Radrennbahn, welche am 4. Juni 1950 zum ersten Mal für das Bahneröffnungsrennen in Betrieb genommen wurde. Im Jahr 1961 wurden die letzten Besserungsarbeiten abgeschlossen, sodass eine neue Zementbahn mit 333,33 m Länge, 6,5 m Breite und einer Kurvenerhöhung von 28 Grad geschaffen war.